# Сбитовлакнест равнец
Сбитовлакнестият равнец (Achillea coarctata) е вид растение от семейство Сложноцветни (Asteraceae).
Таксонът е описан за пръв път от Жан-Луи Мари Поаре през 1810 година.